# Mehdi Taouil
Mehdi Taouil (en arabe : مهدي طويل ), né le 20 mai 1983 à Villeneuve-Saint-Georges (Val-de-Marne), est un footballeur franco-marocain.

## Biographie
Issu du quartier de la Croix-Blanche à Vigneux-sur-Seine, il fait ses premiers pas avec le club de Draveil avant d'être repérer par les recruteurs de l'AS Nancy-Lorraine. Lors de la saison 2002-2003, Francis Smerecki, l'entraîneur de l'équipe professionnelle, l'a lancé dans le grand bain de la ligue 2 alors qu'il n'était âgé que de 18 ans.
Ce petit milieu de terrain très technique a évolué par la suite pendant deux saisons au FC Nuremberg en Allemagne avant de revenir en France au Montpellier HSC. Néanmoins, il n'a pas renouvelé son contrat avec le club présidé par Louis Nicollin et s'est retrouvé sans club à l'aube de la saison 2007-2008.
Il finit par s'engager en Écosse avec le club de Kilmarnock FC le 19 octobre 2007 en signant un contrat d'un an. Il y reste finalement quatre saisons avant de rejoindre le Heart of Midlothian en 2011. 
En Août 2013 il signe pour le club turc de Sivasspor.

## Statistiques
| Matches internationaux de Mehdi Taouil | Matches internationaux de Mehdi Taouil | Matches internationaux de Mehdi Taouil | Matches internationaux de Mehdi Taouil | Matches internationaux de Mehdi Taouil | Matches internationaux de Mehdi Taouil | Matches internationaux de Mehdi Taouil | Matches internationaux de Mehdi Taouil |
| 0                                      | Date                                   | Lieu                                   | Adversaire                             | Score                                  | Résultats                              | Compétitions                           |                                        |
| -------------------------------------- | -------------------------------------- | -------------------------------------- | -------------------------------------- | -------------------------------------- | -------------------------------------- | -------------------------------------- | -------------------------------------- |
| 1                                      | 28 mai 2004                            | Stade du 26 Mars, Bamako, Mali         | Mali                                   | —                                      | 0-0                                    | Match amical                           |                                        |

## Clubs
- 2001-2003 : AS Nancy-Lorraine
- 2003-2005 : FC Nuremberg
- 2005-2007 : Montpellier HSC
- 2007-2011 : Kilmarnock
- 2011-2013 : Heart of Midlothian
- 2013- : Sivasspor

2021 es viry chatillon

## Palmarès
- Champion de 2.Bundesliga en 2004 avec le FC Nuremberg